# Доманский, Ярослав Витальевич
Ярослав Витальевич Доманский (14 июля 1928, Ленинград — 16 июня 2004) — советский археолог и историк. Специалист по скифской и античной археологии.
Почётный член Германского археологического института.

## Биография
Родился в семье крупного инженера-строителя.
Окончил истфак Ленинградского государственного университета (1951), где специализировался по кафедре археологии, в том же году был зачислен в аспирантуру Государственного Эрмитажа.
В 1956 году защитил диссертацию «Нижнее Побужье в 7-5 вв. до н. э. (историко-археологическое исследование)». С того же года работал в Государственном Эрмитаже, заведующий сектором археологии Юга Евразии.
С 1948 года принимал участие в раскопках Ольвии и её хоры. Также в 1982—1990 и 1999—2003 годах работал на раскопках Березанского поселения.
Автор более сотни научных публикаций.
Жена — Лина Семеновна.
Умер  16 июня 2004 года после тяжелой болезни.